# Ginevra Alighieri

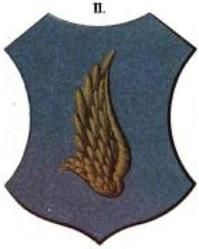
Stemma Alighieri discendenti di Dante.

Ginevra Alighieri (Verona, 1532 – Verona, 1567 circa) è stata una nobile italiana, sposa di Marcantonio Serego e madre di Pierluigi che, per disposizione testamentaria dell'ultimo discendente in linea maschile di Dante, Francesco Alighieri, aggiunse al cognome paterno anche quello materno, dando origine ai Serego-Alighieri.

## Biografia
Figlia di Pietro IV Alighieri e di Teodora Frisoni, Ginevra, rimasta orfana di padre nel 1546, andò in sposa nel 1549 al conte Marcantonio Serego, da cui ebbe cinque figli. Il matrimonio fra i due fu festoso e ricco di ornamenti, tanto che la sposa fu portata sopra un cocchio, definito «magnifico per quel tempo». 
Lo zio di Ginevra, Francesco, nel 1558 fece testamento, stabilendo che il suo pronipote e figlio di Ginevra e Marcantonio, Pieralvise (nato nel 1550), dovesse aggiungere oltre al cognome paterno anche quello materno, facendo così continuare la stirpe degli Alighieri in quella dei Serego. Ginevra decedette attorno al 1567. Un suo ritratto è conservato ancora dai suoi discendenti nella casa di loro proprietà di Gargagnago.